# Pierre Montané de la Roque
Pour les articles homonymes, voir Montané.
Pierre Montané de la Roque est un professeur français de droit, né à Toulouse le 26 janvier 1921 et mort à Verfeil le 20 décembre 1981,. 

## Biographie
Pierre Montané de la Roque fait des études de droit au sein de l'Université de Toulouse. Il présente sa thèse en 1948 à l'École de droit de Toulouse, intitulée "L’inertie des pouvoirs publics". Sa première spécialisation est en droit colonial, mais il s'intéresse très vite aux questions de droit constitutionnel et de science politique. Il est directeur de l'Institut de législation et d’économie rurales en 1957. Il participe également de manière active au développement d'une offre sportive au sein de l'Université Toulouse Capitole. 
En 1973, il est à l'initiative d'une nouvelle filière dans l'Université toulousaine en Administration Économique et Sociale (AES), qu'il dirige jusqu'à sa disparition. 
Son nom a été donné à un amphithéâtre de l'Université Toulouse Capitole. 